# Liga Leumit (fútbol)
Liga Leumit (en hebreo: ליגה לאומית‎, lit. Liga Nacional) es la segunda categoría del fútbol profesional de Israel por debajo de la Ligat ha'Al y por encima de la Liga Alef.

## Historia
La Liga Leumit entró en vigor al inicio de la temporada 1954-55, en sustitución de la Liga Alef para ser la nueva primera división del fútbol israelí. Sin embargo, perdió tal estatus en el año 2000, cuando fue sustituida por la Ligat ha'Al. Desde entonces es la segunda división en el sistema de ligas de fútbol de Israel, por encima de la Liga Alef.

## Estructura
Hay 16 clubes en la Liga Leumit. Cada equipo juega treinta y tres jornadas determinadas por la Asociación de Fútbol de Israel y se concede tres puntos por una victoria, uno por el empate y ninguno por derrota. En el pasado, al final de cada temporada los dos equipos últimos en la clasificación descendían y era sustituidos por dos equipos que descendían a su vez de la Ligat ha'Al (excepto en 1998, cuando la Ligat ha'Al estaba a punto de reducirse a 12 equipos. En ese año, sólo ascendió un equipo. De la misma manera los ocho peores equipos de esa temporada descendieron a la Liga Artzit).
La posición final en la liga se determina en primer lugar por los puntos obtenidos, y luego por la diferencia de goles y, a continuación, si fuese necesario, una comparación entre los resultados de dos o más equipos de la clasificación mediante los tres criterios y, por último, una serie de uno o varios partidos de desempate.
Reforming structure of the leagues - full plan Israeli Football Association, 24 June 2008</ref> Al final de la Liga Leumit de la temporada 2008-09;
- los cinco primeros equipos ascenderán a la Ligat ha'Al.
- el sexto equipo jugará un partido contra el 11.º clasificado de la Ligat ha'Al por un puesto en esa división.
- los equipos entre el 7.º y el 10.º puesto permanecerán en la Liga Leumit.
- el 11.º equipo jugará un partido contra 8.º clasificado de la Liga Artzit a permanecer en la Liga Leumit.
- el club en el 12.º puesto será relegado a la Liga Alef.

## Equipos de la temporada 2024-25
| Club                     | Ciudad         | Estadio                    | Capacidad |
| ------------------------ | -------------- | -------------------------- | --------- |
| Bnei Yehuda Tel Aviv     | Tel Aviv       | Estadio de Bloomfield      | 29.400    |
| F.C. Kafr Qasim          | Kafr Qasim     | Estadio HaMoshava          | 11.500    |
| Hapoel Acre              | Acre           | Estadio Municipal de Acre  | 5.000     |
| Hapoel Afula             | Afula          | Estadio Afula Illit        | 3.000     |
| Hapoel Kfar Saba         | Kfar Saba      | Estadio Levita             | 5.800     |
| Hapoel Kfar Shalem       | Tel Aviv       | Southern Sportech Ground   | 1.500     |
| Hapoel Nof HaGalil       | Nof HaGalil    | Estadio Green              | 5.200     |
| Hapoel Petah-Tikvah      | Petaj Tikva    | Estadio Hamoshava          | 11.500    |
| Hapoel Ramat Gan         | Ramat Gan      | Estadio de Ramat Gan       | 13.370    |
| Hapoel Ra'anana          | Ra'anana       | Karnei Oren Memorial Field | 2.500     |
| Hapoel Tel Aviv          | Tel Aviv       | Estadio de Bloomfield      | 29.400    |
| Hapoel Ramat HaSharon    | Ramat HaSharon | Estadio Municipal de Lod   | 3.000     |
| Hapoel Rishon LeZion     | Rishon LeZion  | Estadio Haberfeld          | 6.000     |
| Hapoel Umm al-Fahm F. C. | Umm al-Fahm    | Estadio HaShalom           | 5.800     |
| Maccabi Herzliya         | Herzliya       | Estadio de Netanya         | 13.610    |
| Maccabi Jaffa            | Tel Aviv       | Estadio Ness Ziona         | 3.500     |

## Campeones y Ascensos
| Temporada | Campeón                 | Otros ascensos                                                                           |
| --------- | ----------------------- | ---------------------------------------------------------------------------------------- |
| 1999-2000 | Tzafririm Holon         | ----------                                                                               |
| 2000-01   | Hapoel Be'er Sheva      | Maccabi Kiryat Gat                                                                       |
| 2001-02   | Hapoel Kfar Saba        | Bnei Yehuda                                                                              |
| 2002-03   | Maccabi Ahi Nazareth    | Bnei Sakhnin                                                                             |
| 2003-04   | Hapoel Haifa            | Hapoel Nazareth Illit                                                                    |
| 2004-05   | Hapoel Kfar Saba        | Maccabi Netanya                                                                          |
| 2005-06   | Maccabi Herzliya        | Hakoakh Amidar Ramat Gan                                                                 |
| 2006-07   | Ironi Kiryat Shmona     | Bnei Sakhnin                                                                             |
| 2007-08   | Hakoah Amidar Ramat Gan | Hapoel Petah Tikva                                                                       |
| 2008-09   | Hapoel Haifa            | Hapoel Acre, Hapoel Be'er Sheva, Hapoel Ramat Gan, Hapoel Ra'anana, Maccabi Ahi Nazareth |
| 2009-10   | Ironi Kiryat Shmona     | Hapoel Ashkelon                                                                          |
| 2010-11   | Ironi Ramat HaSharon    | Hapoel Rishon LeZion                                                                     |
| 2011-12   | Hapoel Ramat Gan        | ----------                                                                               |
| 2012-13   | Maccabi Petah Tikva     | Hapoel Ra'anana                                                                          |
| 2013-14   | Maccabi Netanya         | Hapoel Petah-Tikvah                                                                      |
| 2014-15   | Bnei Yehuda Tel Aviv    | Hapoel Kfar Saba                                                                         |
| 2015-16   | Ashdod FC               | Hapoel Ashkelon                                                                          |
| 2016-17   | Maccabi Netanya         | Hapoel Acre                                                                              |
| 2017-18   | Hapoel Tel Aviv         | Hapoel Hadera FC                                                                         |
| 2018-19   | Hapoel Kfar Saba        | Sektzia Nes Tziona                                                                       |
| 2019-20   | Maccabi Petah Tikva     | Bnei Sakhnin                                                                             |
| 2020-21   | Hapoel Kfar Saba        | Hapoel Jerusalem                                                                         |
| 2021-22   | Maccabi Bnei Reineh     | Sektzia Nes Tziona                                                                       |
| 2022-23   | Maccabi Petah-Tikvah    | Hapoel Petah-Tikvah                                                                      |
| 2023-24   | Ironi Kiryat Shmona     | Ironi Tiberias                                                                           |